# جادة الدرويشية
جادة الدرويشية، وهي إحدى جادات دمشق القديمة في سوريا، تقع بين جادة السنجقدار وباب الجابية. ونسبة لباعة الأخصاص (الأقفاص) كانت تعرف باسم الأخصاصية أو الأخصاصيين سابقًا.